# Nanometa
Nanometa is een monotypisch geslacht van spinnen uit de  familie van de Tetragnathidae (Strekspinnen).

## Soort
- Nanometa gentilis Simon, 1908